# Berta Hrubá
Berta Hrubá, née le 8 avril 1946 à Prague (Tchécoslovaquie) et morte le 24 juillet 1998 dans la même ville (Tchéquie), est une ancienne joueuse tchécoslovaque de hockey sur gazon. Elle est médaillée d'argent aux Jeux de 1980.

## Carrière
Berta Hrubá fait partie de l'équipe nationale tchécoslovaque médaillée d'argent aux Jeux olympiques d'été de 1980 à Moscou.

## Palmarès

### Jeux olympiques
- médaille d'argent du tournoi féminin en 1980 à Moscou,  Union soviétique